# Pseudorabdion albonuchalis
Pseudorabdion albonuchalis là một loài rắn trong họ Rắn nước. Loài này được Günther mô tả khoa học đầu tiên năm 1896.